# فلوريان زايتس
فلوريان سايتس (بالألمانية: Florian Seitz)‏ هو منافس ألعاب قوى ألماني، ولد في 5 أغسطس 1982 في برلين في ألمانيا.

## وصلات خارجية
- فلوريان زايتس على موقع الاتحاد الدولي لألعاب القوى (الإنجليزية)
- فلوريان زايتس على موقع أوليمبيديا (الإنجليزية)